# Callyspongia eschrichti
Callyspongia eschrichti är en svampdjursart som beskrevs av Duchassaing och Giovanni Michelotti 1864. Callyspongia eschrichti ingår i släktet Callyspongia och familjen Callyspongiidae. Inga underarter finns listade i Catalogue of Life.